# Света Богородица (Долно Драглище)
„Света Богородица“ е българска късносредновековна църква в разложкото село Долно Драглище, България, част от Неврокопската епархия на Българската православна църква.

## История
Църквата е изградена XVI век. В началото на XIX век е построена отново върху старите основи. Обявена е за паметник на културата.